# 1991年華東水災
華東水災是1991年發生於中國華東地區的嚴重天災，也是中華人民共和國歷史上第一次大規模、直接呼籲國際社會援助的自然災害。

## 災情
1991年5、6月間，中國共有18個省、自治區、直轄市發生水災，5個省、自治區發生嚴重旱災。災害最重、損失最大的是遭到洪水侵襲的安徽省和江蘇省。據當時初步統計，安徽省受災人口达4800多萬人、佔全省總人口近70％，因災死亡267人，農作物受災面積430多萬公頃，各項直接經濟損失金額將近人民幣70億元。江蘇省受災人口達4200多萬人、占全省總人口的62％，因災死亡164人，農作物受災面積300萬公頃，各項直接經濟損失金額人民幣90億元。無家可歸的災民200萬人在淮河大堤上搭起了一眼望不到頭的臨時帳棚。
中華人民共和國民政部副部長兼中國國際減災十年委員會秘書長陳虹介紹華東水災災情時說，由於災害造成的損失大、範圍廣，目前仍有200萬人無家可歸，並已有災民患腸道疾病和疟疾等傳染病，大量的公路、橋樑等設施急需修復。完成上述救災任務，需要二億多美元和各種物資器材。

## 境外救助
水災災情發生後，1991年7月11日，「救災緊急呼籲」新聞發佈會在北京召開，陳虹在新聞發佈會上向中外記者介绍災情，並代表中國政府緊急呼籲聯合國有關機構、各國政府、國際组織以及國際社會各有關方面，向中國安徽、江蘇兩省災區提供人道主義的救災援助。
香港方面，演藝界人士拍攝電影《豪門夜宴》，並於跑馬地馬場舉行「演藝界總動員忘我大匯演」，而《歡樂今宵》則播《華東水災籌款之夜》，為災民籌集善款。港英政府撥款5000萬港元賑助華東災區，全港随即掀起捐贈救助華東水災的熱潮。據有關方面統計，到1991年7月23日，短短十天，香港的賑災籌款總額已達到4.7億多港元。據香港經濟日報2013年統計，香港政府捐0.5億、香港民間捐了6億。
台灣對華東災區的捐贈超300萬美元。台視、中視、華視透過各自的「愛心專戶」接受郵政劃撥捐款。1991年7月28日晚間，華視與《民生報》在國父紀念館舉辦《送愛心到大陸》賑災晚會（首播時間：1991年7月28日22:10至1991年7月29日00:50），由張小燕、胡瓜、陽帆主持，共募得新台幣四千多萬元。1991年8月17日，台視董事長陳重光代表台視捐贈新台幣六百餘萬元給中華民國紅十字會賑災，中華民國紅十字會秘書長陳長文在台視《強棒出擊》代表接受台視捐款。另外，宗教界如慈濟功德會，工商界如太平洋建設、新光集團（各捐新台幣一千萬元），多方響應；中華民國紅十字會表示，迄1991年9月中旬截止，各界捐款的大陸賑災基金包括物資，總數逾新台幣七億七千餘萬元。
澳門對華東災區的捐贈超2000萬澳門元。
聯合國先後收到的捐贈，包括美國、英國、加拿大、澳洲、丹麥、荷蘭、德國、新西蘭等的捐贈，總額達到人民幣5000多萬元。
從1991年7月11日至12月31日，中國共接受境内外捐款物合23億元人民幣，相當於國家正常年份災民生活救濟費的2.3倍，其中近四成來自港澳台和海外華人。至1992年7月，整項捐款增加至28.3億元人民幣。

## 相關
- 江淮水災列表
- 中国南方水灾列表
- 河南“75·8”水库溃坝
- 1998年中国水灾
- 2016年中国南方水灾
- 2020年中国南方水灾
- 中國水災史
- 中國自然災害